# Melanolophia
Melanolophia là một chi bướm đêm thuộc họ Geometridae.